# Thierry Argelier
 (août 2011).
Si vous disposez d'ouvrages ou d'articles de référence ou si vous connaissez des sites web de qualité traitant du thème abordé ici, merci de compléter l'article en donnant les références utiles à sa vérifiabilité et en les liant à la section « Notes et références ».
Thierry Argelier est un footballeur français né le 8 juillet 1986 à Paris 12e. Il évolue au poste de défenseur à l'US Boulogne.

## Biographie
Il est lancé en Ligue 2 par Albert Rust lors de la saison 2006-2007, à la suite de la blessure du titulaire au poste d'arrière droit, Jérôme Pérez, et marque un but dès son premier match, face à Grenoble. Il s'affirme très vite comme l'un des meilleurs joueurs de Ligue 2 à son poste[réf. nécessaire] avec en point d'orgue un but en Coupe de la Ligue contre le RC Lens (défaite 1-4). 
Malgré la descente du club en National à la fin de la saison, il reste fidèle à son club formateur et réalise deux saisons de haut niveau et ce, en dépit de performances générales très moyennes de l'équipe[réf. nécessaire]. 
Fin mai 2009, il s'engage pour 3 saisons avec l'EA Guingamp (Ligue 2). Après un prêt d'une saison à Vannes en 2013-2014, il s'engage en juillet 2014 au Poiré-sur-Vie, alors en National.

## Statistiques
| Saison                | Club                  | Championnat           | Championnat | Championnat | Coupe nationale | Coupe nationale | Coupe de la Ligue | Coupe de la Ligue | Trophée des champions | Trophée des champions | Total | Total |
| Saison                | Club                  | Division              | M.          | B.          | M.              | B.              | M.                | B.                | M.                    | B.                    | M.    | B.    |
| 2006-2007             | US Créteil-Lusitanos  | Ligue 2               | 23          | 1           | 1               | 0               | 1                 | 1                 | -                     | -                     | 25    | 2     |
| 2007-2008             | US Créteil-Lusitanos  | National              | 36          | 1           | 2               | 1               | 1                 | 0                 | -                     | -                     | 39    | 2     |
| 2008-2009             | US Créteil-Lusitanos  | National              | 33          | 2           | 4               | 0               | 4                 | 1                 | -                     | -                     | 41    | 3     |
| Sous-total            | Sous-total            | Sous-total            | 92          | 4           | 7               | 1               | 6                 | 2                 | -                     | -                     | 105   | 7     |
| 2009-2010             | EA Guingamp           | Ligue 2               | 13          | 0           | 2               | 0               | 2                 | 0                 | 1                     | 0                     | 18    | 0     |
| 2010-2011             | EA Guingamp           | National              | 17          | 0           | 2               | 0               | 3                 | 0                 | -                     | -                     | 22    | 0     |
| 2011-2012             | EA Guingamp           | Ligue 2               | 16          | 2           | -               | -               | 1                 | 0                 | -                     | -                     | 17    | 2     |
| 2012-2013             | EA Guingamp           | Ligue 2               | 6           | 0           | 1               | 1               | 1                 | 0                 | -                     | -                     | 8     | 1     |
| Sous-total            | Sous-total            | Sous-total            | 52          | 2           | 5               | 1               | 7                 | 0                 | 1                     | 0                     | 65    | 3     |
| 2013-2014             | Vannes OC (prêt)      | National              | 18          | 3           | 3               | 0               | -                 | -                 | -                     | -                     | 21    | 3     |
| Sous-total            | Sous-total            | Sous-total            | 18          | 3           | 3               | 0               | -                 | -                 | -                     | -                     | 21    | 3     |
| 2014-2015             | Le Poiré-sur-Vie VF   | National              | 17          | 1           | -               | -               | -                 | -                 | -                     | -                     | 17    | 1     |
| Sous-total            | Sous-total            | Sous-total            | 17          | 1           | -               | -               | -                 | -                 | -                     | -                     | 17    | 1     |
| 2015-2016             | US Boulogne           | National              | 26          | 1           | 6               | 2               | -                 | -                 | -                     | -                     | 32    | 3     |
| 2016-2017             | US Boulogne           | National              | 27          | 7           | 2               | 0               | -                 | -                 | -                     | -                     | 29    | 7     |
| 2017-2018             | US Boulogne           | National              | 22          | 4           | 2               | 0               | -                 | -                 | -                     | -                     | 24    | 4     |
| 2018-2019             | US Boulogne           | National              | 28          | 3           | 2               | 0               | -                 | -                 | -                     | -                     | 30    | 3     |
| Sous-total            | Sous-total            | Sous-total            | 103         | 15          | 12              | 2               | -                 | -                 | -                     | -                     | 115   | 17    |
| Total sur la carrière | Total sur la carrière | Total sur la carrière | 282         | 25          | 27              | 4               | 13                | 2                 | 1                     | 0                     | 323   | 31    |